# Витантонио Лиуци
Витантонио Лиуци (на италиански: Vitantonio Liuzzi) е италиански пилот от Формула 1, който от сезон 2009 е пилот в отбора на Форс Индия.
Роден е на 6 август 1980 г. в Локоротондо, провинция Бари. Висок е 178 см, тежи 68 кг.

## Кариера преди Формула 1

### Картинг
Както повечето пилоти във Формула 1, Витантонио Лиуци започва кариерата си на автомобилен състезател още на 9-годишна възраст, участвайки в картинг състезания. През 1993 г. печели Италианския картинг шампионат, а две години по-късно (1995 г.) става втори в Световния и пети в европейския шампионат. Връхна точка в кариерата му на картинг-състезател е 2001 г., когато печели световния картинг шампионат. Успява дори да победи световния шампион във Формула 1 Михаел Шумахер на собствената му писта за картинг в Керпен, Германия.

### Формула Рено, F3, F3000
След като приключва кариерата си в картинга, през 2001 г. Лиуци се състезава в немската Формула Рено. Спечелва една победа и в края на сезона е 2-ри със 139 т. През 2002 г. е в немската Формула 3 и шампионатите Masters на Германия и Италия. Печели състезанието в Сан Марино и прави тестове с отборите Колони от Формула 3000 и Уилямс от Формула 1. През 2003 г. кара във Формула 3000 за Ред Бул Junior, където завършва 4-ти. Участва и в световните серии Нисан. През 2004 г. преминава в Арден и спечелва титлата едно състезание преди края, спечелвайки 7 от 10-те старта през сезона. В 9 от състезанията се качва на почетната стълбичка, в също толкова – печели първата позиция на старта. В тази година прави тестове за Заубер във Формула 1.

## Формула 1
Отличните му форма и представяне във Формула 3000 пораждат слухове, че към него проявяват интерес от Ферари за мястото на тест-пилот в отбора им във Формула 1. В действителност Лиуци прави тестове за Заубер през септември 2004 г., но за пилот е избран канадецът Жак Вилньов. През ноември прави друг тест, този път с колата на Ред Бул.

### Сезон 2005
От Ред Бул харесват италианеца и замалко да получи титулярно място в отбора. Заменен е от Кристиан Клийн и така остава тест пилот. Въпреки доброто представяне на Клийн в първите три старта, Ред Бул спазват първоначалния договор, който имат с Лиуци и Клийн (двамата заедно да се борят за точки) и обявяват, че в състезанията за Голямата награда на Сан Марино, Испания и Монако втори пилот ще бъде Витантонио Лиуци. Той е безумно щастлив, когато завършилите пред него болиди на БАР са дисквалифицирани и така в дебютното си състезание взема точка. След състезанията в Испания и Монако Лиуци кара и в Голямата награда на Европа на пистата Нюрбургринг. Едва след това е заменен до края на сезона от Кристиан Клийн. Със спечелената точка на Имола Лиуци се нарежда на 24-то място в класирането на пилотите в края на сезона.

### Сезон 2006
След като отборът на Минарди е купен от Ред Бул, Витантонио Лиуци получава титулярно място в новия отбор Скудерия Торо Росо. Участва във всичките 18 старта от сезона, а в САЩ след страхотна битка с Дейвид Култард и Нико Росберг финишира на осмо място. Това, в крайна сметка, е единствената точка и за него и за отбора от целия сезон. В общото класиране е 19-и.

### Сезон 2007
При представянето на колата STR2 за новия сезон стана ясно, че Лиуци ще кара и през 2007 г. в Торо Росо. След първите пет старта най-доброто му класиране е 14-и (Голямата награда на Австралия). В края на сезона става ясно, че от догодина на негово място ще кара Себастиан Бурде

### Сезон 2008
Подписва договор с новия тим Форс Индия за тест-пилот.

### Сезон 2009
Тества за Форс Индия преди сезон 2009, но поради забраната от ФИА за тестове по време на сезона, Луици изчаква Адриан Сутил и Джанкарло Физикела да им изтекат договорите (съответно през 2010 и 2011), за да разбере дали ще бъде титуляр в тима. Това се случва предсрочно, още на 3 септември 2009 година, когато Физикела подписва за пилот на Ферари до края на сезона на мястото на трайно контузеният бразилски пилот Фелипе Маса. Луици заема мястото му във Форс Индия.

### Сезон 2010
Лиуци е титулярен пилот на Форс Индия.